# تویوتا اسپورتیوو کوپه
تویوتا اسپورتیوو کوپه (Toyota Sportivo Coupe) خودرویی است که در سال‌های ۲۰۰۴ (concept car)تولید شده‌است.
این خودرو در کلاس کوپه قرار گرفته، است.